# CinquePerDue - Frammenti di vita amorosa
CinquePerDue - Frammenti di vita amorosa (5x2 o Cinq fois deux) è un film del 2004 diretto da François Ozon.
La pellicola è stata presentata in concorso alla 61ª Mostra internazionale d'arte cinematografica di Venezia.
Storia d'amore raccontata au contraire (in cinque momenti) a partire dalla rottura fino all'incontro della coppia. Fanno parte della colonna sonora canzoni di Paolo Conte (Sparring partner), Gino Paoli (tra cui Sapore di sale), Luigi Tenco, Bobby Solo, Nico Fidenco e altri.

## Trama
La vita di una coppia attraverso 5 momenti della loro storia visti in ordine cronologico invertito: il divorzio, una serata intima, la nascita del figlio, il matrimonio, il primo incontro.

## Riconoscimenti
- 2004 - European Film Awards
  - Candidatura per la Migliore attrice a Valeria Bruni Tedeschi
- 2004 - Mostra internazionale d'arte cinematografica di Venezia
  - Premio Pasinetti a Valeria Bruni Tedeschi
  - Candidatura al Leone d'oro a François Ozon